# Questopogon affinis
Questopogon affinis är en tvåvingeart som beskrevs av Daniels 1976. Questopogon affinis ingår i släktet Questopogon och familjen rovflugor. Inga underarter finns listade i Catalogue of Life.